# Jacques Vien
Pour l’article homonyme, voir Vien.
Jacques Vien (né le 3 mars 1932 et mort le 8 juillet 2017) est un homme d'affaires, huissier et homme politique fédéral du Québec.

## Biographie
Né à Verdun dans la région de Montréal, il devient député du Parti progressiste-conservateur du Canada dans la circonscription fédérale de Laurentides en 1988. Il est défait à trois reprises en 1993, 1997 et en 2000, par la bloquiste Monique Guay.